# Го, Ариса
Ариса Го (яп. 郷 亜里砂; род. 12 декабря 1987 года, Бецукай, префектура Хоккайдо) — японская конькобежка, специализирующаяся на спринтерских дистанциях, бронзовая медалистка Зимних Азиатских игр 2017 на дистанции 500 метров. Шестикратный призёр чемпионата Японии на отдельных дистанциях. Участница зимних Олимпийских игр 2018 и 2022 года. Выступает за команду «Iyotetsu Speed Club».

## Биография
Ариса Го начала кататься на коньках в возрасте 3 лет вместе со своим старшим братом. В 5-м классе начальной школы Каминиси Харубэцу стала заниматься конькобежным спортом и шорт-треком. Когда она училась в средней школе, то решила уйти от родителей и переехать в среднюю школу Сиракаба Гакуэн, где в 3-м классе заняла 4-е место в беге на 500 метров на общенациональных спортивных соревнованиях средней школы.
Для дальнейшего продвижения она поступила в Университет Яманаси Гакуин, там познакомилась с тренером Такаси Каваками, который работал над балансом конькобежного спорта и шорт-трека. Ариса полностью перешла на занятия конькобежным спортом. В течение 2-х лет она переходила из клуба в клуб в префектуре Ямагути. В 2010 году на всеяпонском чемпионате среди студентов Ариса заняла 2-е места на дистанциях 500 и 1000 метров, после чего продолжала соревноваться ещё 2 года при поддержке компании в Обихиро.
На национальном отборочном олимпийском турнире 2013 года Ариса осталась на 5-м месте в беге на 500 метров и не прошла квалификацию в Сочи. Она подумывала бросить всё, но её наставник Каваками и её близкие уговорили тренироваться дальше. В 2014 году стала членом клуба «Iyotetsu Speed Club» города Мацуяма и выступала за префектуру Эхиме. В том же году она была выбрана в качестве члена национальной сборной. В сезоне 2014/15 дебютировала на Кубке мира.
19 ноября 2016 года Ариса впервые выиграла медаль на этапе Кубка мира в Нагано, завоевав «золото» в командном спринте, а 10 декабря на этапе в Херенвене повторила результат. В феврале 2017 года на зимних Азиатских играх в Саппоро выиграла бронзовую медаль на дистанции 500 м. Следом на чемпионате мира на отдельных дистанциях в Канныне заняла 10-е место в беге на 500 м и 12-е на 1000 м.
В октябре 2017 года она заняла дважды 2-е место в беге на 500 и 1000 м на национальном чемпионате. На отборочном олимпийском турнире национальной команды Ариса пробежала дистанцию 500 м за 37,40 сек и заняла 2-е место, на дистанции 1000 м заняла 3-е место, и в возрасте 30 лет впервые попала на Олимпийские игры. В ноябре и декабре на Кубке мира она четыре раза занимала 3-е место на дистанции 500 м. На этапе в Солт-Лейк-Сити она показала свой лучший результат со временем 37,05 сек.
В феврале 2018 года на зимних Олимпийских играх в Пхёнчхане Ариса заняла 13-е место в забеге на 1000 м с результатом 1:15,84 сек, а в беге на 500 м с результатом 37,67 сек заняла 8-е место. На чемпионате мира в Чанчуне она заняла 9-е место в многоборье. В марте Ариса Го заявила, что уходит из спорта. Она стала тренером юниорской сборной Японии по конькобежному спорту. Но уже через год в марте 2019 года она вернулась к соревнованиям.
В сезоне 2019/20 Ариса трижды попадала на подиумы с третьего места в командном спринте на этапах Кубка мира, а в феврале 2020 года на чемпионате мира спринтерском многоборье в Хамаре остановилась на 10-м месте в многоборье. В 2021 году она несла олимпийский факел во время эстафеты перед Олимпийскими играми 2020 года в Токио.
В 2022 году она участвовала на вторых подряд зимних Олимпийских играх в Пекине и была знаменосцем на японской сборной на церемонии открытия. В забеге на 500 м она заняла 15-е место. В августе 2022 года Ариса Го заявила о завершении карьеры спортсменки.

## Личная жизнь
Ариса Го окончила Университет Яманаси Гакуин на факультете коммерции. Её хобби — просмотр фильмов. В будущем будет тренировать младшее поколение в префектуре Эхиме.

## Спортивные достижения
| Год  | ЧМ спринт             | ЧM на отдельных дистанциях | Олимпийские игры    | Кубок мира            |
| ---- | --------------------- | -------------------------- | ------------------- | --------------------- |
| 2015 |                       |                            |                     | 18-е 500 м            |
| 2016 |                       |                            |                     | 24-е 500 м            |
| 2017 |                       | 10-е 500 м 12-е 1000 м     |                     | 9-е 500 м 11-е 1000 м |
| 2018 | 9e (4e, 16e, 8e, 10e) |                            | 8e 500 м 13e 1000 м | 8e 500 м 23e 1000 м   |
| 2020 | 10e (6e, 9e, 9e, 17e) | 12e 500 м 15e 1000 м       |                     | 7e 500 м 20e 1000 м   |
| 2021 |                       |                            |                     |                       |
| 2022 |                       |                            |                     |                       |